# DB-Baureihe 423
DB-Baureihe 423 är en tysk elektrisk motorvagn tillverkad av Bombardier mellan 1998 och 2007. Typen är huvudsakligen designad för att användas S-Bahn-näten i tyska städer, där den ersatte den äldre BR420. BR 423 är till det yttre väldigt likt sin föregångare, med ungefär samma yttre dimensioner, men interiören har förbättrats och moderniserats. BR 423 används i bland annat Münchens och Frankfurts S-Bahn. BR 423 har även gett upphov till ett flertal andra motorvagnar baserade på samma design: DB Baureihe 422, BR 425/426 samt DB Baureihe 430

## Beskrivning
Ett komplett tågsätt består av fyra vagnar, med styrhytter i båda ändarna. Vagnarna sitter ihop med Jakobsboggier och kan därför enbart separeras vid underhåll. De två mellersta vagnarna har även en egen typbeteckning 433 och inte 423.

## Galleri

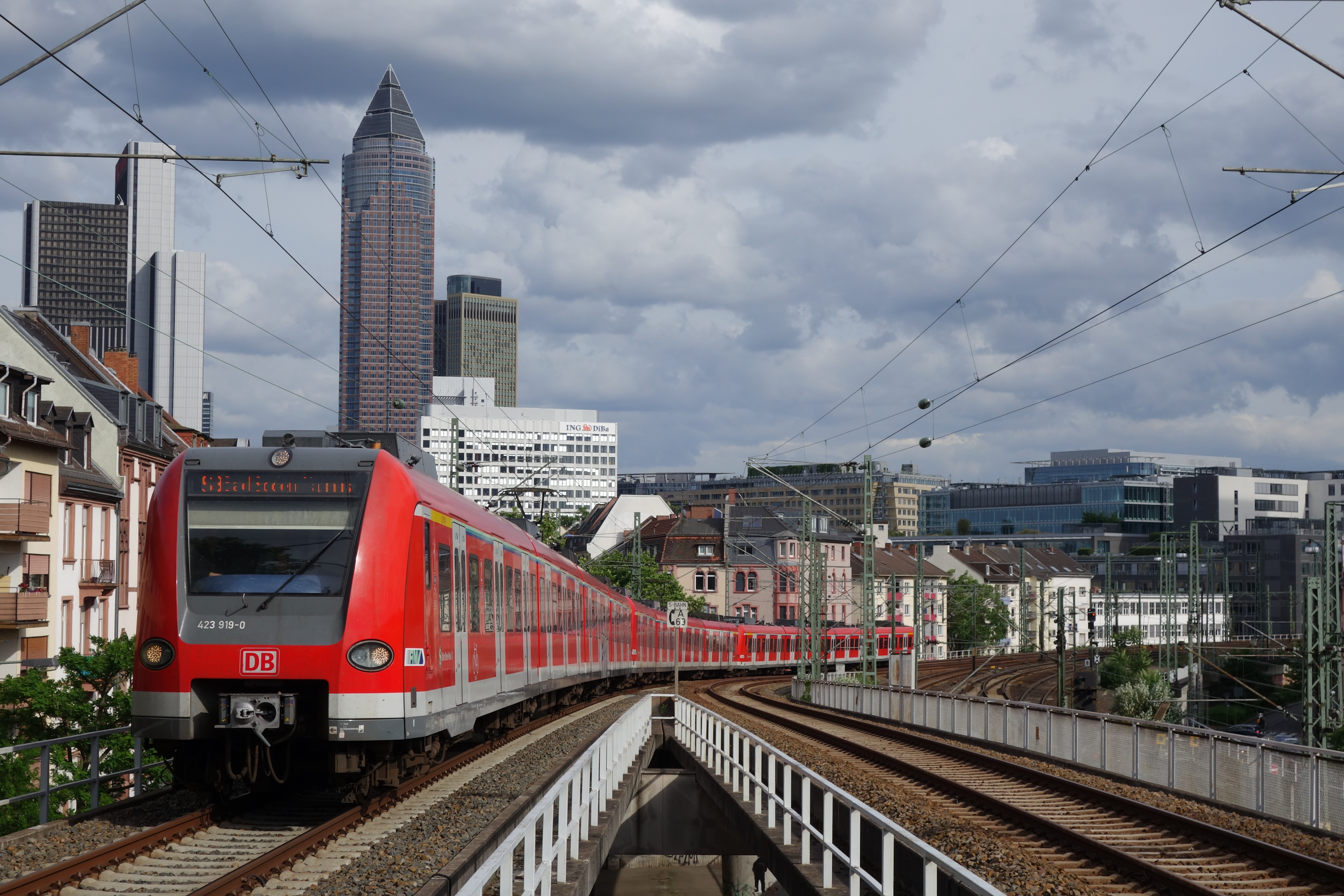
BR 423 vid station "Frankfurt West"
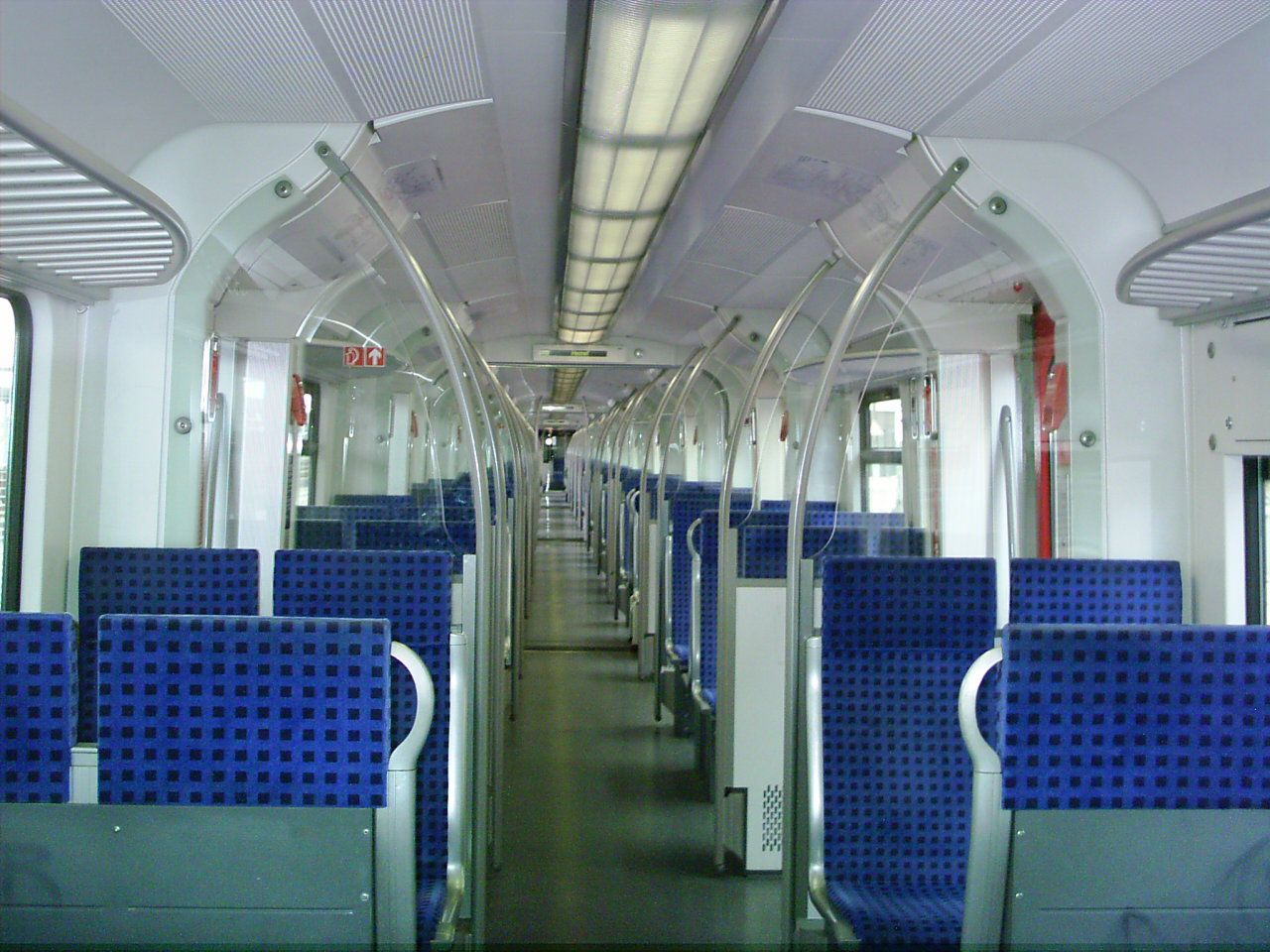
Interiören i en BR 423
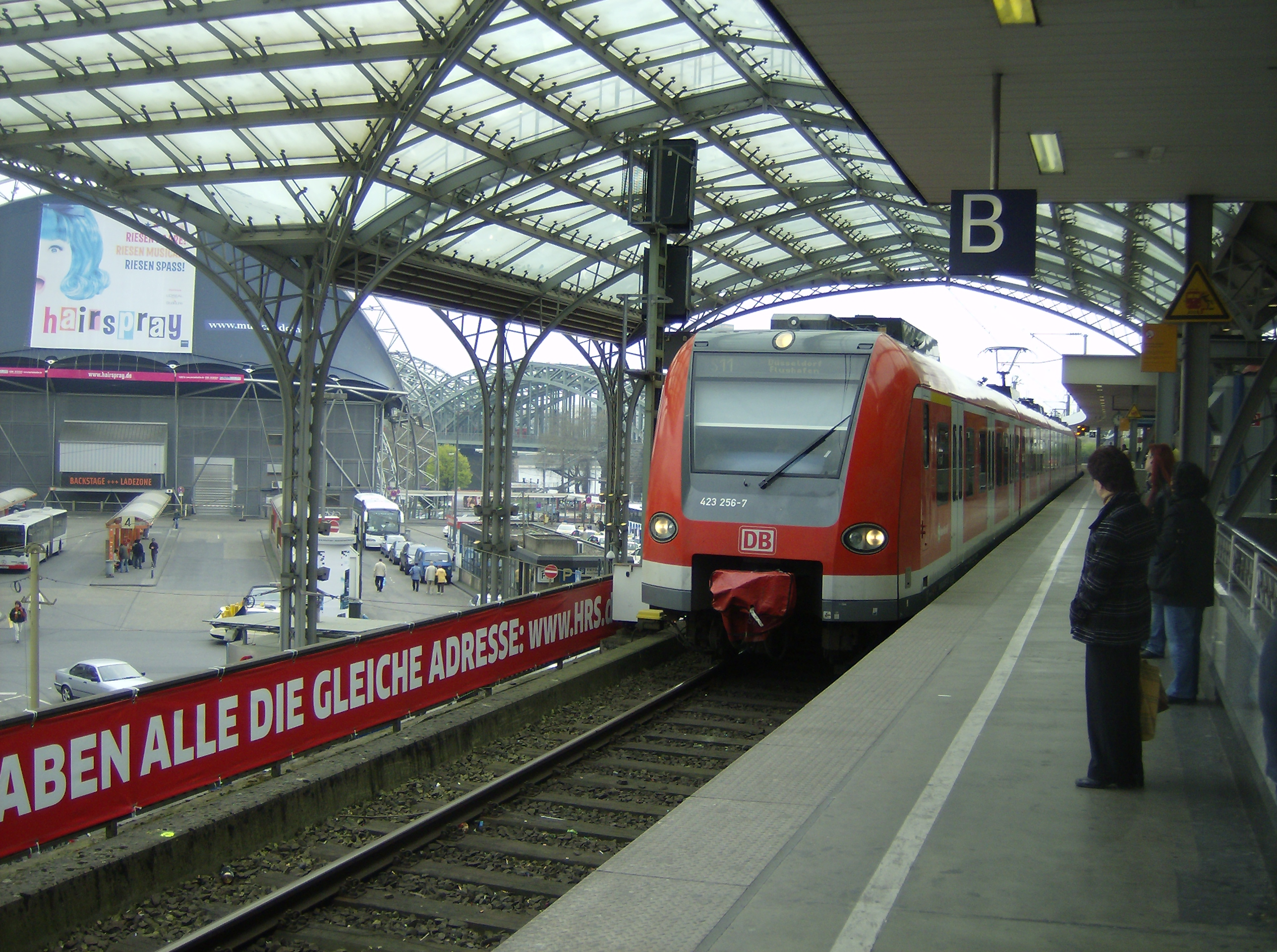
En BR 423 ankommer till Kölns Centralstation